# Lagune Terraplén
La lagune Terraplén, en Argentine, est un petit lac andin d'origine glaciaire situé sur le territoire de la province de Chubut, dans le département de Futaleufú, en Patagonie. 

## Accès
La lagune est longée au sud par la route provinciale 71 qui relie le lac Futalaufquen à la route nationale 259, donc à la ville d'Esquel et à la nationale 40.

## Géographie

### Situation
La lagune Terraplén se trouve à proximité mais en dehors du territoire du parc national Los Alerces. 

Elle est située douze kilomètres au sud-est du bras sud-est du lac Futalaufquen dans une large vallée glaciaire orientée nord-nord-ouest/sud-sud-est dont elle occupe la partie sud-est, la partie nord étant occupée par le lac Futalaufquen. 

Dans cette vallée, coule du sud vers le nord le río Desaguadero. 

### Alimentation
La lagune Terraplén est alimentée par des petits cours d'eau issus des hauteurs environnantes, essentiellement de la partie méridionale du Cordón Rivadavia qui la surmonte au nord. 

Elle reçoit ainsi les eaux de la lagune La Banana située deux kilomètres au nord, elle-même alimentée par la lagune La Pera sise un peu plus au nord-ouest. L'émissaire de ces lagunes se jette du côté nord-est de la lagune Terraplén. 

### Emissaire
Le río Desaguadero collecte les eaux d'une série d'arroyos drainant le Cordón Situación à l'ouest (2250 m) et le Cordón Rivadavia à l'est. Il reçoit aussi l'émissaire de la lagune Terraplén. 

Le río Desaguadero se jette dans le bras sud-est du lac Futalaufquen.
La lagune Terraplén fait donc partie du bassin versant du río Futaleufú, c'est-à-dire du bassin de l'Océan Pacifique.

## Pêche
La lagune Terraplén est un endroit fort apprécié des pêcheurs. Elle est réputée pour sa richesse en salmonidés. On y pêche surtout des truites arc-en-ciel (Oncorhynchus mykiss), des truites fario (Salmo trutta) et des ombles de fontaine (Salvelinus fontinalis) .